# Nghệ thuật gấp giấy Trung Quốc

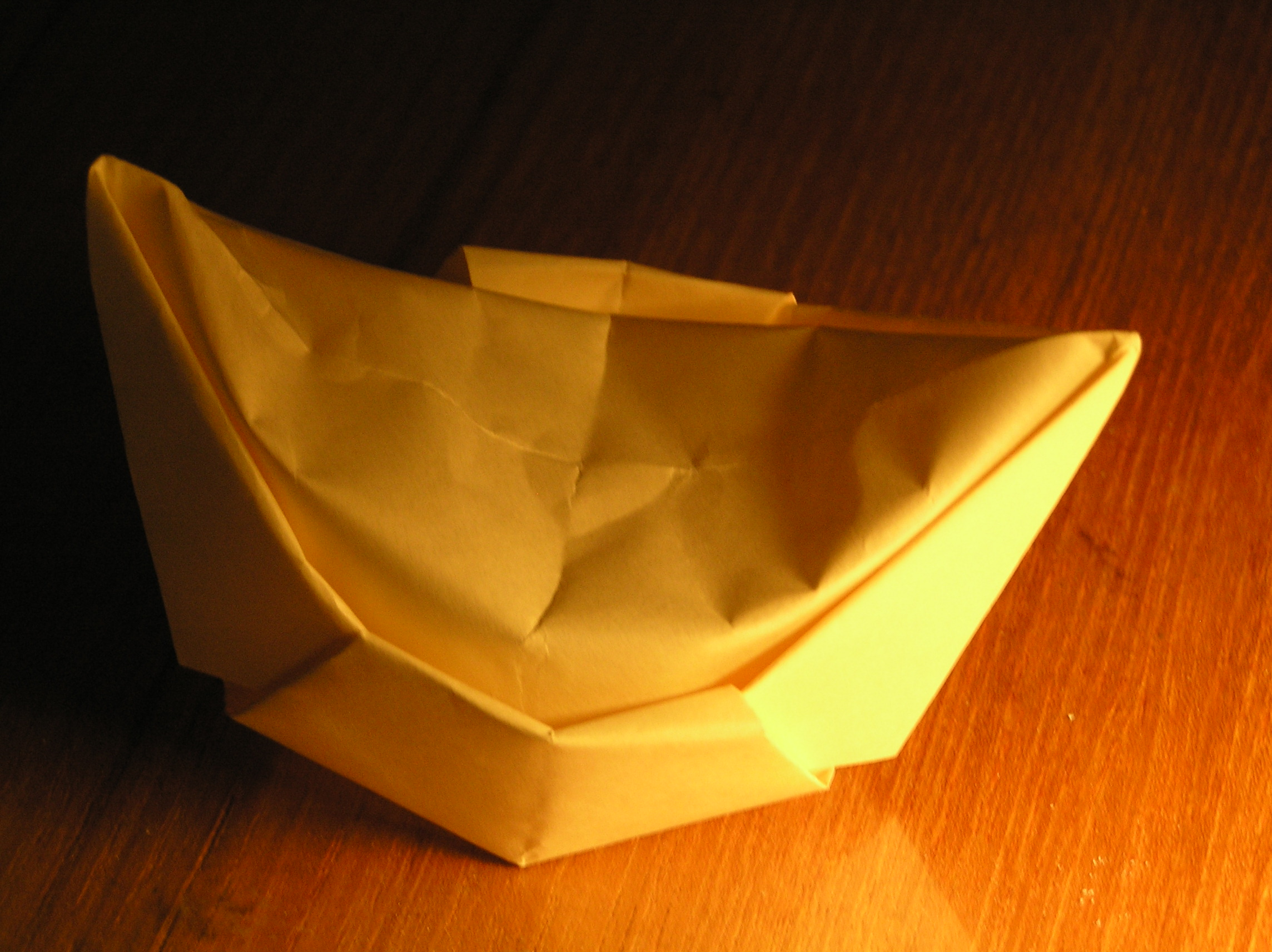
Một thỏi vàng hình thuyền

Nghệ thuật gấp giấy Trung Quốc hay chiết chỉ (tiếng Trung: 摺紙; bính âm: zhézhǐ) là nghệ thuật gấp giấy bắt nguồn từ Trung Quốc thời cổ đại.
Tác phẩm của nghệ sĩ giấy Nhật Bản thế kỷ 20, Akira Yoshizawa đã phổ biến rộng rãi từ "origami" của Nhật Bản; tuy nhiên ở Trung Quốc và các khu vực Hoa ngữ khác, nghệ thuật này được gọi bằng tên tiếng Trung là "chiết chỉ". Cách gấp giấy truyền thống của Trung Quốc tập trung chủ yếu vào các đồ vật như thuyền hoặc mũ hơn là các động vật và hoa của Origami Nhật Bản. Một sự đổi mới được biết đến gần đây nhất là từ những người bản địa vượt biên trên con tàu Golden Venture chở 286 người Hoa, đa số là người huyện Trường Lạc, tỉnh Phúc Kiến đã đụng phải đá ngầm, chìm ở ngoài khơi Queens, thành phố New York. Trên đó, các đồ vật lớn mang tính biểu trung được làm từ giấy gấp dạng mô đun từ nhiều mảnh nhỏ xếp lại.

## Lịch sử
Giấy được phát minh lần đầu tại Trung Quốc bởi Thái Luân, một thái giám dưới thời nhà Đông Hán. Vào thế kỷ thứ 6, các nhà sư theo đạo Phật đã truyền bá giấy đến Nhật Bản.
Tài liệu sớm nhất cho thấy việc gấp giấy là hình ảnh một chiếc thuyền giấy nhỏ trong phiên bản Tractatus de sphaera mundi từ năm 1490 của tác giả Julian de Sacrobosco. Tuy nhiên, rất có khả năng việc gấp giấy có nguồn gốc sớm hơn thế ở Trung Quốc và Nhật Bản để phục vụ các nghi lễ. Ở Trung Quốc, các đám tang truyền thống bao gồm đốt giấy gấp, thường biểu tượng cho vàng cốm (thỏi vàng nén). Thói quen này có lẽ bắt đầu khi giấy dần trở nên phổ biến và rẻ hơn ở Trung Quốc và dường như đã trở nên khá phổ biến vào đời nhà Tống (năm 905–1125 Công nguyên).
Tại Nhật Bản, những chú bướm origami được dùng vào dịp đặc biệt như đám cưới theo đạo Shinto đại diện cho cô dâu chú rể, do đó việc làm giấy gấp theo nghi thức đã trở thành một khía cạnh quan trọng trong các nghi lễ Nhật Bản đến thời kỳ Heian (794–1185) trong lịch sử.

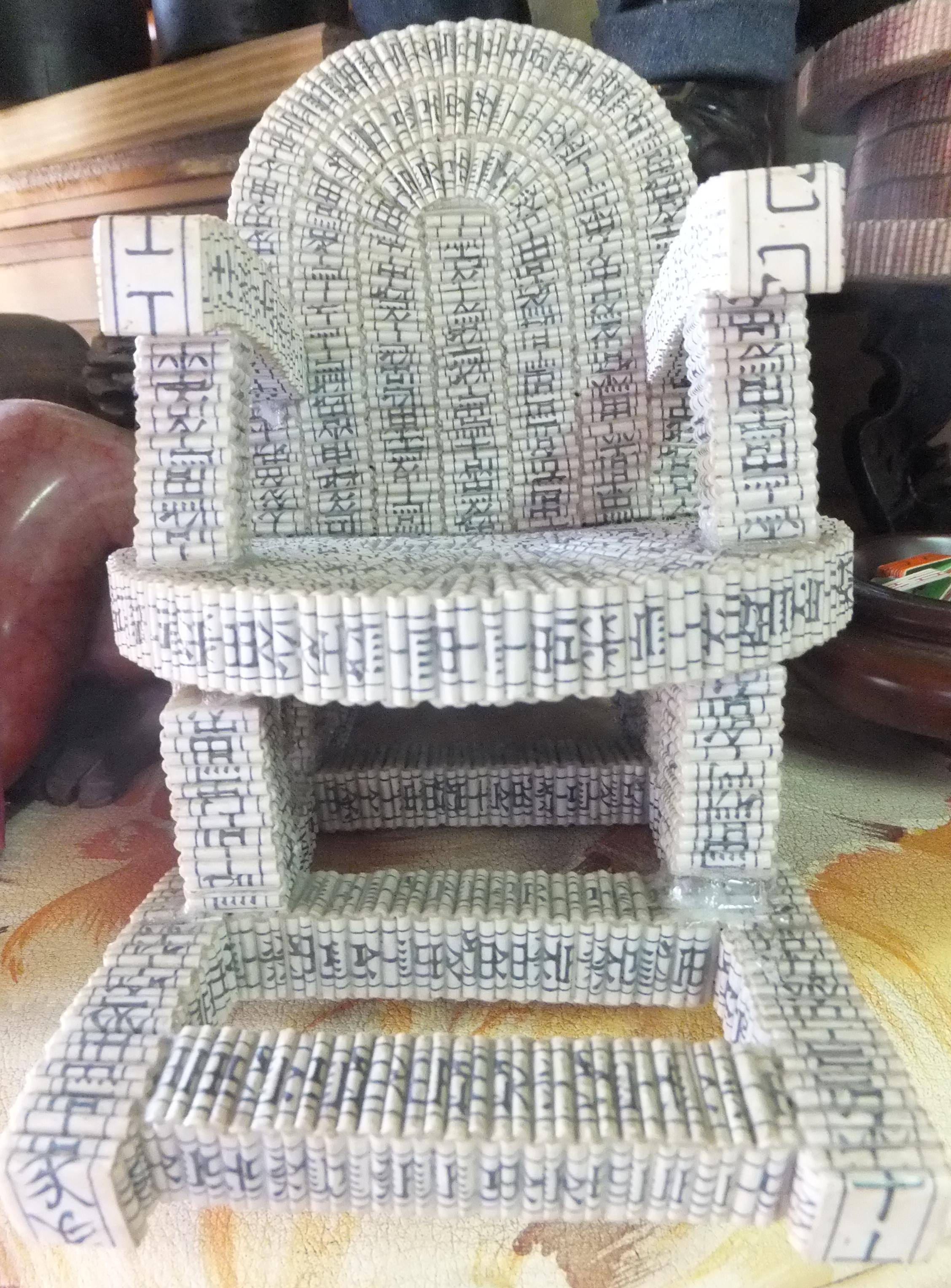
Một chiếc ghế gấp bằng giấy